# Louis de Beaufront
El Marqués Louis de Beaufront, cuyo verdadero nombre era Louis Chevreux (3 de octubre de 1855 - 8 de enero de 1935) fue de suma importancia en el desarrollo del ido, una lengua auxiliar internacional. Beaufront fue en un principio un apasionado defensor del esperanto y fue uno de los principales responsables de su temprana difusión en Europa occidental así como uno de los primeros franceses en hablarlo.
Beaufront descubrió el esperanto por primera vez en 1888 y en 1889 fundó la Société Pour la Propagation de l'Espéranto (SPPE). En 1900 escribió su Commentaire sur la grammaire espéranto.
Fue elegido para representar el esperanto sin modificaciones ante el Comité de la Delegación para la Adopción de una Lengua Internacional, acudiendo a los encuentros del Comité de la Delegación en octubre de 1907. Mientras representaba de forma ostensible el esperanto delante de la comisión, secretamente fue el segundo autor junto con Louis Couturat del proyecto ido que impresionó al Comité de la Delegación y llevó a la reforma del esperanto por parte del Comisión Permanente del Comité. Las cartas que se guardan en el Departamento del Museo de Lenguas Planeadas y Esperanto en Viena muestra que negó cualquier coautoría del ido.
Más tarde, Beaufront fue un proponente del ido y escribió la influyente gramática del ido Kompleta Gramatiko Detaloza, publicada en 1925.
Su personalidad era única. Decía ser un marqués, y también que su abuela era inglesa, pero no existen evidencias de sus afirmaciones.
Aparece como un personaje en la novela de Joseph Skibell, A Curable Romantic, publicada en 2010.